# Iteru
Das Iteru repräsentierte im Alten Ägypten sowohl ein Längen- als auch ein mit der Sonne kombiniertes Zeitmaß. In der Regel wird angenommen, dass ein Iteru 20.000 Meh oder etwa 10,5 km entsprach.

## Griechische Überlieferung
Herodot nannte dieses Maß Schoinos und sagte, dass es 60 Stadien, also ungefähr 11 km entsprach. Strabon berichtete, dass laut Aussage von Artemidor von Ephesos dem Schoinos an verschiedenen Orten verschiedenen Längen zugeordnet waren. So soll ein Schoinos zwischen Memphis und Theben 120 Stadien, zwischen Theben und Syene 60 Stadien und zwischen Pelusium und dem Nildelta 30 Stadien betragen haben. Dies und die Tatsache, dass Iteru auch Fluss oder Nil bedeutet, könnte darauf hindeuten, dass die Maßeinheit etwa der Wegstrecke entsprach, die mit dem Schiff in einer Stunde zurückgelegt werden konnte.
Hieronymus berichtet, dass es am Nil Stationen gab, mit Mannschaften, die die Schiffe an Seilen flussaufwärts zogen, wovon sich der griechische Namen Schoinos (griechisch σχοῖνος „Seil, Strick“) herleiten soll. Christian Ludwig Ideler schloss daraus, dass der Abstand dieser Stationen mit dem Gefälle des Flusses zusammenhing und hier die Ursache für die Variation der Länge des Schoinos zu suchen sei.
Peter Wesseling folgerte aus der Angabe im Itinerarium Antonini, dass die Entfernung der Station Pentaschoenon (griechisch Πεντασχοινον Pentaschoinon „fünf Schoinen“), die genau zwischen Pelusium und dem Berg Casius lag und von beiden Orten 20 römische Meilen entfernt war, zu diesen Orten fünf Schoinen entfernt lag und deshalb 1 Schoinos 4 römischen Meilen oder 5,93 km entsprach. Heron von Alexandria bestätigt diese Angabe und sagt, dass ein Schoinos 30 Stadien lang ist. Auch bei Plinius dem Älteren gibt es ähnliche Angaben, so soll Eratosthenes für ein Schoinos mit 40 Stadien (40 × 192,3 m = 7,65 km) und wieder andere mit 32 olympischen Stadien (32 × 192,3 m = 6,15 km) gerechnet haben.
Überprüft man die antiken Entfernungsangaben, so zeigt sich, dass ein Schoinos oft etwa 30–45 Stadien entsprach.

## Gegenüberstellung: antike Entfernungsangabe zu tatsächlicher Entfernung
| Orte                                     | Entfernung in Schoinos | tatsächliche Entfernung in km | Länge eines Schoinos in km | Länge eines Schoinos in Stadien (192,3 m) |
| ---------------------------------------- | ---------------------- | ----------------------------- | -------------------------- | ----------------------------------------- |
| plinthinetischer Meerbusen – Serbonissee | 60                     | etwa 370                      | 6,17                       | 32                                        |
| Pelusium – Heliopolis                    | 25                     | etwa 165                      | 6,6                        | 34                                        |
| Heliopolis – Theben                      | 81                     | 722,5                         | 8,92                       | 46                                        |
| Mittelmeerküste – Theben                 | 102                    | etwa 890                      | 8,73                       | 45                                        |
| Theben – Elephantine                     | 30                     | etwa 220                      | 7,33                       | 38                                        |
| Perseuswarte (Abukir) – Pelusium         | 40                     | etwa 270                      | 6,75                       | 35                                        |

## Hintergrund
Aus den Schriften des Amduats geht hervor, dass der Sonnengott Re bei seiner nächtlichen Fahrt durch die Duat in einer Nachtstunde eine Strecke von 309 Iteru (knapp 3245 km) zurücklegte, weshalb 309 Iteru als zeitliches Längenmaß auch einer Nachtstunde entsprechen. Nach dem Eintritt in die Duat vergingen zwölf Nachtstunden bis zum Sonnenaufgang.
Dieser Zeitraum entspricht einer Gesamtstrecke von 3708 Iteru (knapp 39.000 km), was fast dem tatsächlichen Erdumfang entspricht. Es bleibt unklar, wie jene Entfernungsangaben von den Ägyptern ermittelt wurden und ob ein Verfahren im Zusammenhang der Landvermessung als Grundlage diente, die als große Errungenschaft der Ägypter galt.